# Пионерская (остановочный пункт, Куйбышевская жд)
Пионе́рская (до середины 1980-х годов Ключарёво) — остановочный пункт Западного направления Башкирского региона Куйбышевской железной дороги, в Чишминском районе Республики Башкортостан.
Наименование получил из-за расположения рядом с детским оздоровительным лагерем им. Гагарина.
Основной источник пассажиров — деревня Бочкарёвка и множество садовых товариществ, расположенных рядом с деревней.
Под возвышением, на котором расположен остановочный пункт, протекает река Дёма.
На посадочной платформе чётного пути оборудована билетная касса (не работает).
Между платформами действует надземный пешеходный переход с тремя выходами (один закрыт, на среднюю, ныне демонтированную платформу).
Ежедневно через платформу следуют около 20 пар пригородных электропоездов.